# Anton Lehemeir

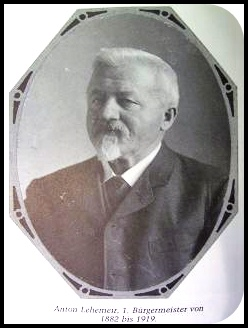
Anton Lehemeir

Anton Lehemeir (* 18. April 1841 in Hohenzell; † 21. Juli 1933 in Trostberg) war Fotograf, Uhrmacher, Bürgermeister und Mitglied des Deutschen Reichstags.

## Leben
Anton Lehemeir besuchte die Lateinschule in München von 1852 bis 1856. Er absolvierte eine Uhrmacherlehre und arbeitete von 1858 bis 1868 in seinem Beruf in Florenz, Rom, Neapel, Paris und Wien und bereiste Europa, Asien und Afrika. 1868 ließ er sich in Trostberg nieder und wurde hier 1881 Bürgermeister, was er bis 1919 blieb. Er hatte wesentlichen Anteil an der wirtschaftlichen Entwicklung und dem enormen Einwohnerzuwachs während seiner Amtszeit. Ausbau der Wasserkraft, Errichtung der Bahnstrecke Traunstein–Trostberg–Garching und Ansiedlung der Süddeutschen Kalkstickstoffwerke (SKW, heute AlzChem) als erstes Großunternehmen fallen in diese Periode, ebenso die Erhebung zur Stadt, die am 12. Juni 1913 bekannt gegeben wurde.
Am 10. Juni 1919 wurde Lehemeir zum Ehrenbürger von Trostberg ernannt, Zweiter Bürgermeister von Trostberg blieb er bis 1924.
Von 1890 bis 1912 war er Mitglied des Deutschen Reichstags für den Reichstagswahlkreis Oberbayern 8 (Traunstein, Laufen, Berchtesgaden, Altötting) und die Deutsche Zentrumspartei. Von 1887 bis 1907 war er Mitglied der Bayerischen Kammer der Abgeordneten.

## Schriften
- Reisebericht aus Palästina und Aegypten. Im Frühjahre 1880. Donauwörth 1881 (Digitalisat).